# Michael Cram
Michael Cram (* 11. Juli 1968) ist ein kanadischer Schauspieler und Singer-Songwriter.

## Leben und Werk
Michael Cram wuchs in Ottawa auf und besuchte die Hillcrest High School, studierte Wirtschaftswissenschaften an der Carleton University und Theater am Center For Actor Study in Toronto. Er hat auch in Toronto sowie in Vancouver und Los Angeles gelebt und gearbeitet. Cram lebt mit seiner Frau, einer Informationsarchitektin, in Los Angeles. Michael Cram hat einen jüngeren Bruder, Bruce, der Immobilienmakler ist und mit seiner Frau und zwei Kindern in Toronto lebt.
Cram war Mitglied von Redchair, Amsterdam und Cold House. Am 6. November 2011 spielte er mit seiner ehemaligen Flashpoint-Kollegin Amy Jo Johnson im Free Times Cafe in Toronto. Am bekanntesten ist er wohl für seine Rolle als Kevin „Wordy“ Wordsworth in der erfolgreichen Fernsehserie Flashpoint – Das Spezialkommando und Tim in dem Drama-Comedy-Horrorfilm He Never Died.

## Filmografie

### Filme
- 2006: Heartstopper
- 2007: Empire of Dirt
- 2013: Bent
- 2015: He Never Died
- 2016: Die Erfindung der Wahrheit (Miss Sloane)
- 2017: The Space Between
- 2018: Letztendlich sind wir dem Universum egal (Every Day)

### Serien
- 1996: Akte X – Die unheimlichen Fälle des FBI (The X-Files)
- 1999: PSI Factor – Es geschieht jeden Tag (PSI Factor – Chronicles of the Paranormal)
- 2004: Sue Thomas: F.B.I. (Sue Thomas: F.B.Eye)
- 2007: Stargate Atlantis
- 2008: Flashpoint – Das Spezialkommando (Flashpoint)
- 2010: Republic of Doyle – Einsatz für zwei (Republic of Doyle)
- 2013: Rookie Blue
- 2013: Played
- 2014: Covert Affairs
- 2015: Arrow
- 2015: Bones – Die Knochenjägerin (S10F20: als Ted Thompson)
- 2016: Navy CIS (NCIS)
- 2016: Shadowhunters
- 2017: The Girlfriend Experience (4 Folgen)
- 2019: Cardinal (2 Folgen)